# Lussat (Creuse)
Lussat é uma comuna francesa na região administrativa da Nova Aquitânia, no departamento de Creuse. Estende-se por uma área de 46,86 km². Em 2010 a comuna tinha 422 habitantes (densidade: 9 hab./km²).